# Xiong E
Xiong E (chinois : 熊咢,(??? - 791 av. J.C) est le quatorzième  Vicomte de Chu. Il règne entre l'an 821 et l'an 800 av. J.C, vers la fin de la période de la dynastie Zhou de l'Ouest .
Xiong E est le fils de Xiong Xun, et succède a son père lorsque ce dernier meurt en 800  av. J.C. Il règne neuf ans avant de décéder et c'est son fils Ruo'ao qui monte sur le trône après lui.